# Kwadraatafsplitsen
Kwadraatsplitsen is het herschrijven van een tweedegraadspolynoom die gegeven is in de vorm 
{\displaystyle f(x)=ax^{2}+bx+c}
tot de vorm
{\displaystyle f(x)=a(x+r)^{2}+s}
met
{\displaystyle r={\frac {b}{2a}}} en {\displaystyle s=c-{\frac {b^{2}}{4a}}}
De methode van kwadraatafsplitsen wordt onder meer gebruikt bij
- het oplossen van een tweedegraadsvergelijking
- het tekenen van de grafiek van een kwadratische functie
- het integreren van een functie met behulp van een lineaire transformatie van de integratievariabele

## Voorbeelden
Voorbeeld 1

Los de volgende tweedegraadsvergelijking op:
{\displaystyle x^{2}+6x+5=0}
Splits een kwadraat af
{\displaystyle (x+3)^{2}-4=0}
of anders geschreven:
{\displaystyle (x+3)^{2}=4,}
met als oplossingen:
{\displaystyle x+3=\pm 2}
dus
{\displaystyle x=-5} of {\displaystyle x=-1.}
Voorbeeld 2

Bepaal de integraal:
{\displaystyle I=\int {\frac {{\rm {d}}x}{x^{2}+2px+q}}}
Splits in de noemer een kwadraat af:
{\displaystyle I=\int {\frac {{\rm {d}}x}{(x+p)^{2}+q-p^{2}}}}
Substitueer {\displaystyle y=x+p}, dus {\displaystyle x=y-p} en {\displaystyle {\rm {d}}x={\rm {d}}y}, en noem voor het gemak {\displaystyle a=q-p^{2}}. Dan wordt
{\displaystyle I=\int {\frac {{\rm {d}}y}{y^{2}+a}}},
waardoor de integraal is teruggebracht tot een standaardintegraal met een bekende oplossing. 